# Kruszyn (powiat włocławski)
Kruszyn – wieś w Polsce położona w województwie kujawsko-pomorskim, w powiecie włocławskim, w gminie Włocławek.
Wieś królewska, położona w II połowie XVI wieku w powiecie brzeskokujawskim województwa brzeskokujawskiego, należała do starostwa brzeskokujawskiego. W latach 1975–1998 miejscowość należała administracyjnie do województwa włocławskiego. Według Narodowego Spisu Powszechnego (III 2011 r.) liczyła 668 mieszkańców. Jest największą miejscowością gminy Włocławek. W Kruszynie znajduje się szkoła podstawowa, kościół oraz lotnisko Włocławek-Kruszyn, należące do Aeroklubu Włocławskiego.

## Położenie
Wieś położona jest bardzo blisko Włocławka. Odległość między Kruszynem a południowymi granicami administracyjnymi Włocławka wynosi około 2-3 km, natomiast aby dojechać z Kruszyna do włocławskiego Śródmieścia trzeba pokonać około 11 km.

## Historia
Pierwsza wzmianka o Kruszynie pojawia się już w połowie XIII wieku. Wieś należała do dóbr królewskich. W 1765 r. dożywotnim dzierżawcą wsi był Stefan Radoszewski, w 1792 r. został nim Michał Sokołowski – starosta kowalski. Po II rozbiorze Polski (1793 r.) Kruszyn przeszedł we władanie pruskie, jednak już w 1797 r. został odkupiony od rodziny Luttichau przez Michała Sokołowskiego. W 2. połowie XIX wieku właścicielami Kruszyna była rodzina Krzymuskich, natomiast w późniejszym okresie, aż do 1945 r. – rodzina Haacków.
Pierwsza wzmianka o kruszyńskim kościele pojawia się w 1314 r. Był to kościół drewniany, przetrwał do 1643 r. Dzięki ks. Łukaszowi Dąmbskiemu w 1640 r. wzniesiono barokowy kościół murowany, w 1941 r. został on jednak rozebrany przez hitlerowców. Obecny kościół powstał w latach 1955–1957.